# Cantonul Saint-Renan
Cantonul Saint-Renan este un canton din arondismentul Brest, departamentul Finistère, regiunea Bretania, Franța.

## Comune
- Le Conquet
- Guipronvel
- Île-Molène
- Lampaul-Plouarzel
- Lanrivoaré
- Locmaria-Plouzané
- Milizac
- Plouarzel
- Plougonvelin
- Ploumoguer
- Saint-Renan (reședință)
- Trébabu